# Enric Bernat

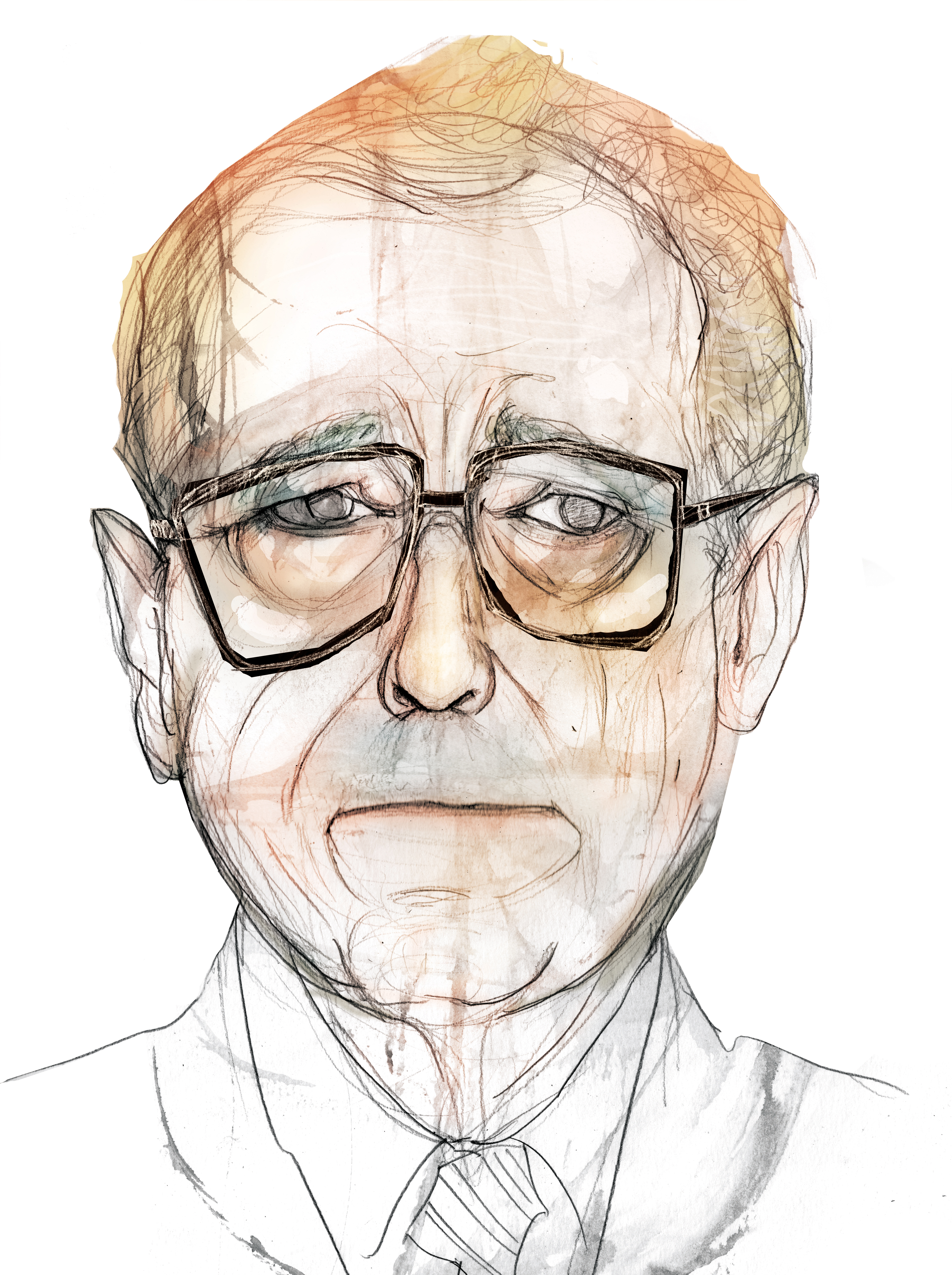
Enric Bernat

Enric Bernat (* 20. Oktober 1923 in Barcelona; † 27. Dezember 2003 ebenda) war ein spanischer Unternehmer und Gründer des Unternehmens Chupa Chups. Er wurde in den 1950er Jahren mit der Erfindung der Chupa-Chups-Lutscher berühmt.

## Leben
Bernat wurde am 20. Oktober 1923 in einer katalanischen Familie geboren, welche bereits in dritter Generation Süßwaren herstellte und verkaufte. Er begann sein Arbeitsleben im Kuchengeschäft seiner Eltern, zog aber bereits 1950 nach Südspanien, um dort sein erstes Unternehmen, die "Productos Bernat" zu gründen. 1954 fusionierte dieses Unternehmen mit der größeren, jedoch in finanziellen Schwierigkeiten befindlichen Granja Asturias, die unterschiedliche Produkte aus Äpfeln verarbeitete. Bernat erhielt 50 % des Unternehmens und schlug vor, sich auf ein Produkt zu spezialisieren. 1957 oder 1958 ging die Firma vollständig in sein Eigentum über und er konnte seine Pläne verwirklichen. Eine von ihm in Auftrag gegebene Studie stellte fest, dass Kinder die Hauptkonsumenten der Süßigkeiten waren, obwohl diese laut der Studie nicht kindgerecht entwickelt wurden, da die Kinder sich an den klebrigen Bonbons die Finger verschmierten. So entwickelte er Bonbons am Stiel (Lutscher) und ließ sich diese Idee patentieren. Das Unternehmen fokussierte sich fortan auf diese neuartige Süßigkeit und wurde 1964 durch Bernat in Chupa Chups umbenannt.
Im Jahr 1969 beauftragte er den spanischen Maler Salvador Dalí, ein Logo für sein Unternehmen zu entwerfen. Im Jahr 1991 gab er das operative Geschäft an seinen Sohn Xavier weiter. Zusammen mit seiner Frau Nuria Serra hatte Bernat drei Söhne und zwei Töchter. Er starb am 27. Dezember 2003 in seinem Haus in Barcelona.
Seine Familie besitzt die von Antoni Gaudí entworfene Casa Batlló.